# Allerhande
Allerhande is het klantenbindingstijdschrift van de Nederlandse supermarktketen Albert Heijn. Het periodiek werd in december 1954 voor het eerst uitgebracht. Het tijdschrift bevat vooral recepten. Allerhande had in 2017 een oplage van twee miljoen exemplaren, waarmee het de op een na hoogste tijdschriftoplage heeft in het Nederlandse taalgebied.
De wijde verspreiding geeft de uitgave een grote invloed op het Nederlandse voedingspatroon; zo werd rucola vanwege een recept in de Allerhande eenmalig geïmporteerd, maar is sindsdien niet meer uit de Nederlandse keuken weg te denken.

## Oplage
| Jaar | Betaalde gerichte oplage | Totaal verspreide oplage |       |
| ---- | ------------------------ | ------------------------ | ----- |
| 2004 | 0                        | 2.090.515                | [ 5 ] |
| 2006 | 0                        | 2.078.252                | [ 6 ] |
| 2011 | 0                        | 2.225.860                | [ 7 ] |
| 2012 | 0                        | 2.276.028                | [ 8 ] |
| 2022 | 0                        | 1.771.774                |       |